# IC 4773
IC 4773 ist eine Balken-Spiralgalaxie vom Hubble-Typ Sc im Sternbild Pfau am Südsternhimmel. Sie ist schätzungsweise 177 Millionen Lichtjahre von der Milchstraße entfernt.
Das Objekt wurde am 17. September 1900 von DeLisle Stewart entdeckt.